# Lanbi Kyun
Lampi Island är en ö i Myanmar.   Den ligger i regionen Taninthayiregionen, i den södra delen av landet, 1 000 km söder om huvudstaden Naypyidaw. Arean är 188 kvadratkilometer. Ön är naturreservat sedan 1996.
Terrängen på Lampi Island är lite kuperad. Öns högsta punkt är 452 meter över havet. Den sträcker sig 33,7 kilometer i nord-sydlig riktning, och 24,5 kilometer i öst-västlig riktning.  I omgivningarna runt Lampi Island växer i huvudsak städsegrön lövskog.